# Ultramicrotomo

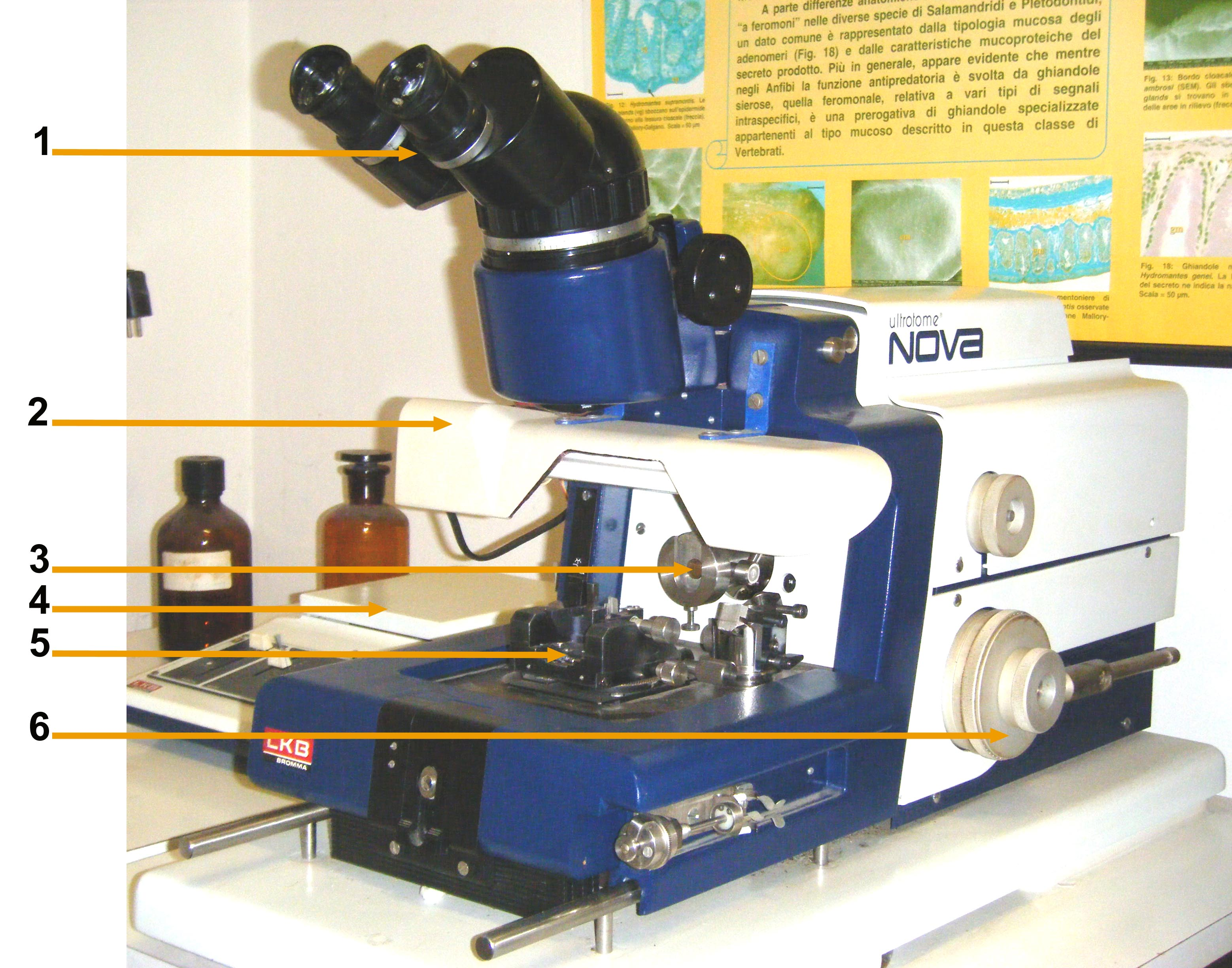
Ultramicrotomo LKB mod. "Nova". 1) microscopio stereoscopico, 2) apparato di illuminazione (modificato), 3) portacampioni, 4) centralina di comando, 5) portalama, 6) comando per l'avanzamento manuale del campione.

L’ultramicrotomo è uno strumento affine al microtomo ed usato per le indagini biologiche da effettuarsi con il microscopio elettronico a trasmissione. Con esso si possono ottenere sezioni dei campioni di spessore compreso generalmente tra 50 e 100 nanometri.

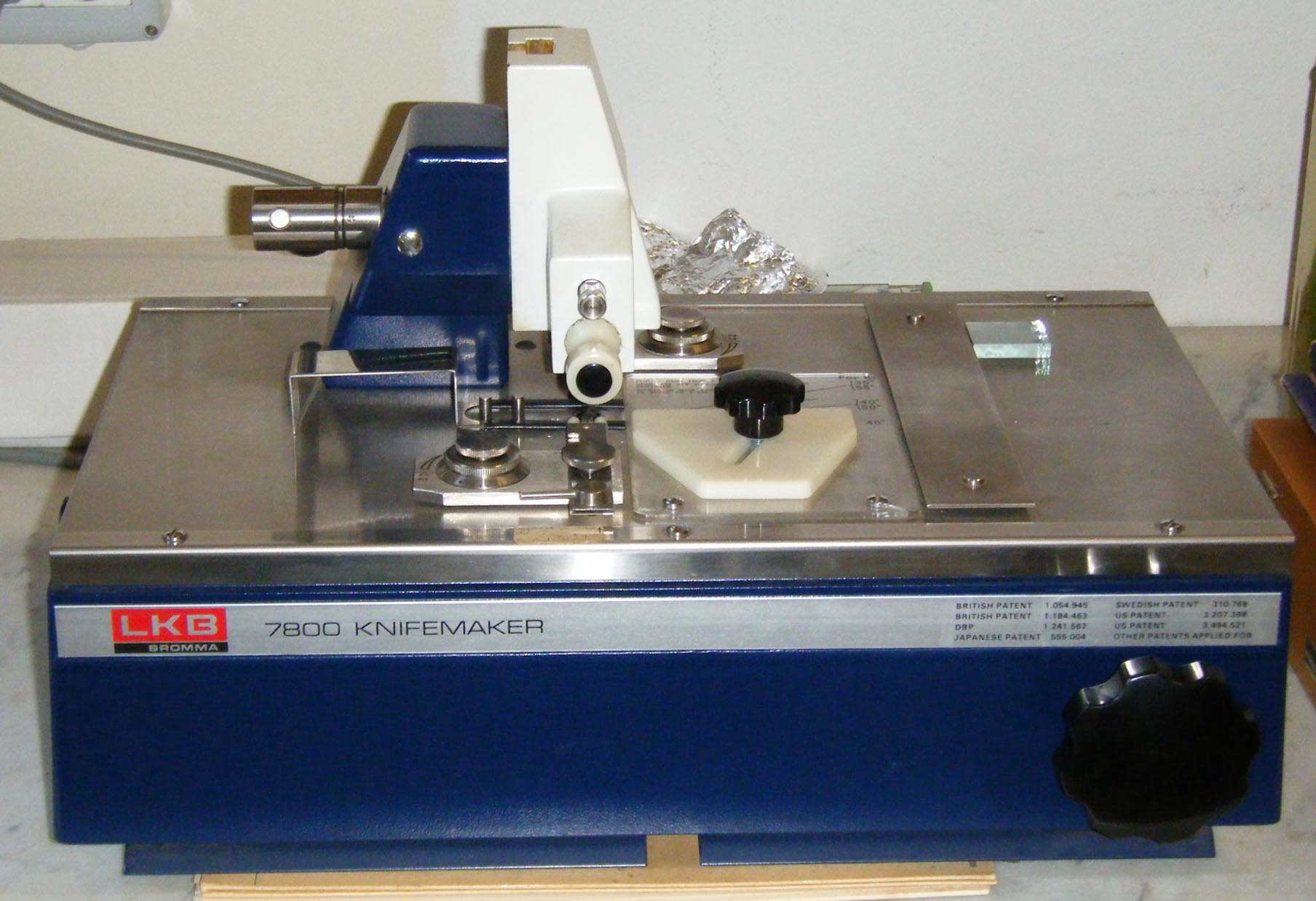
Apparecchio per il taglio delle lame di cristallo (LKB).

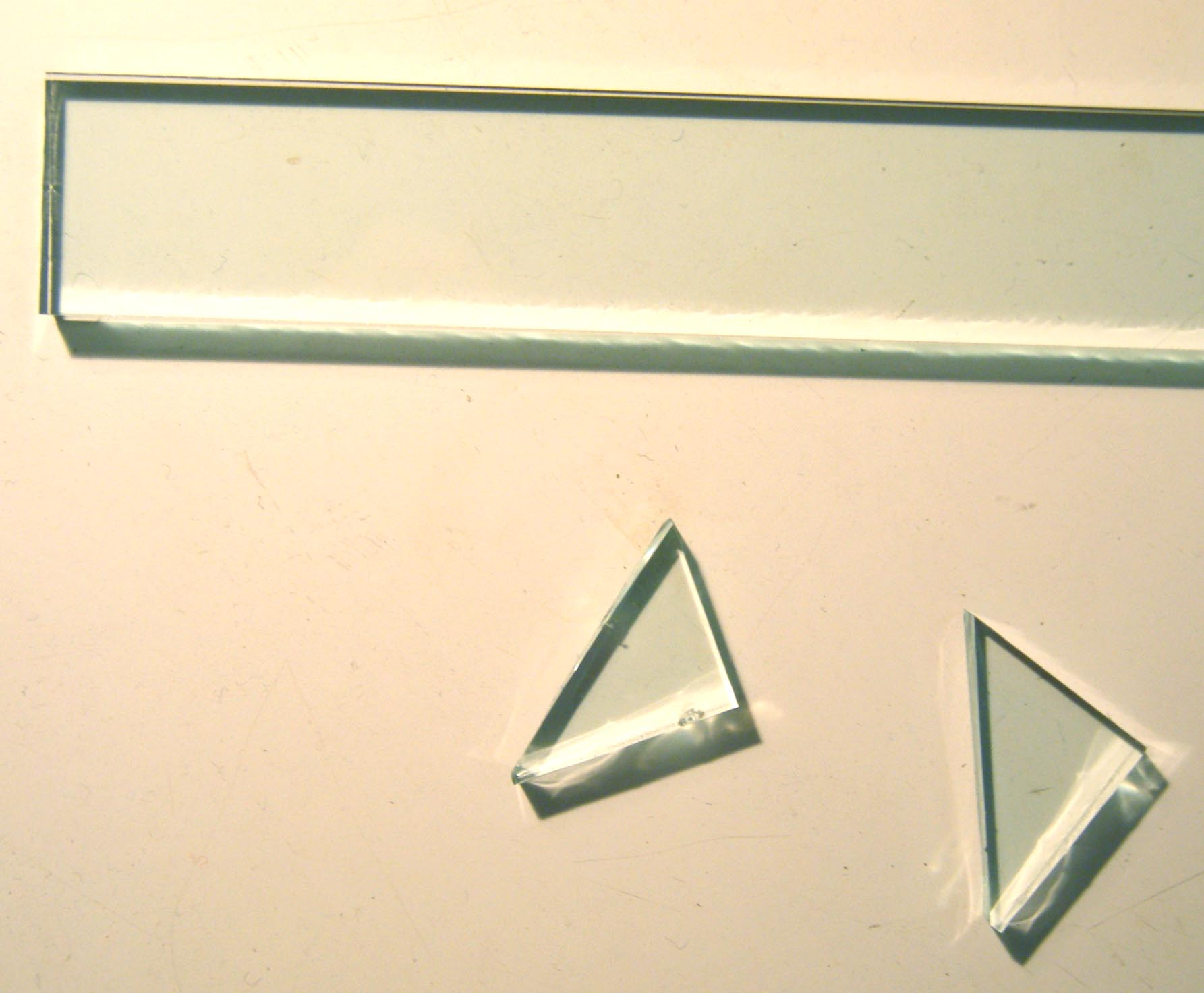
In alto barra di cristallo e sotto due lame da essa derivate.

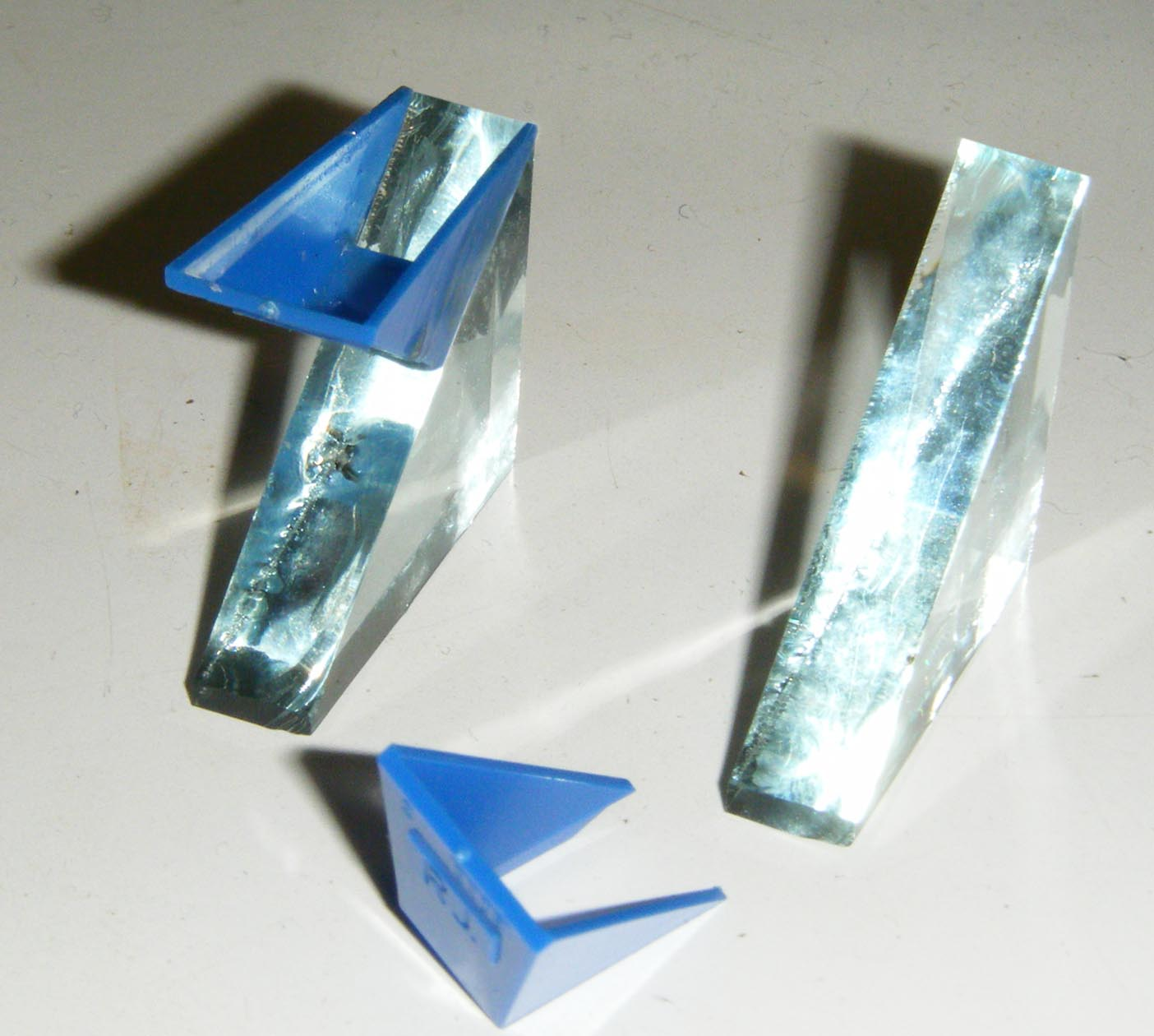
Lame di vetro e vaschette per l'acqua. in alto si nota la parte tagliente.

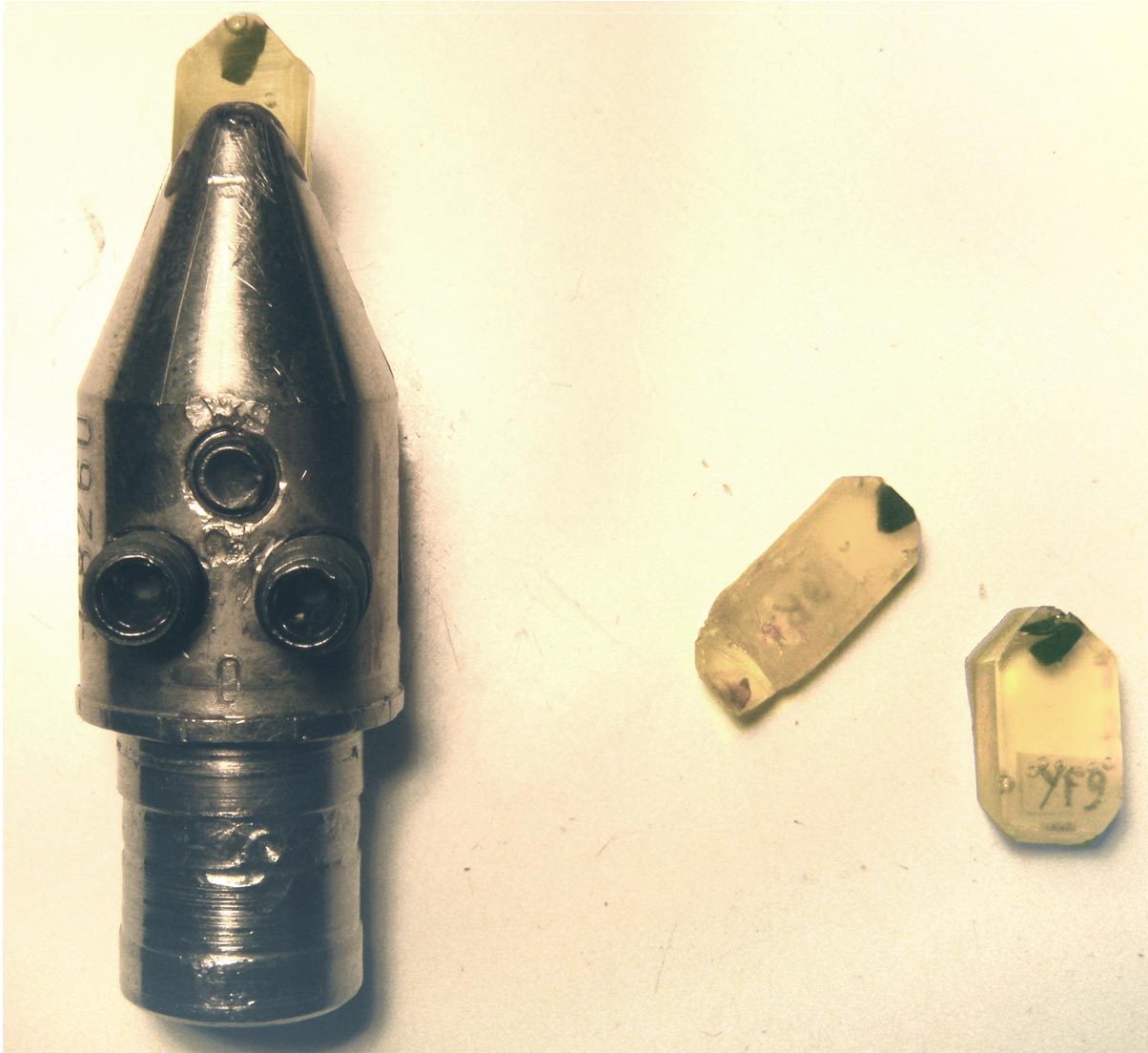
Campioni da tagliare. Uno è montato sull'apposito supporto. all'interno di essi (scuro) si nota il pezzo di tessuto.

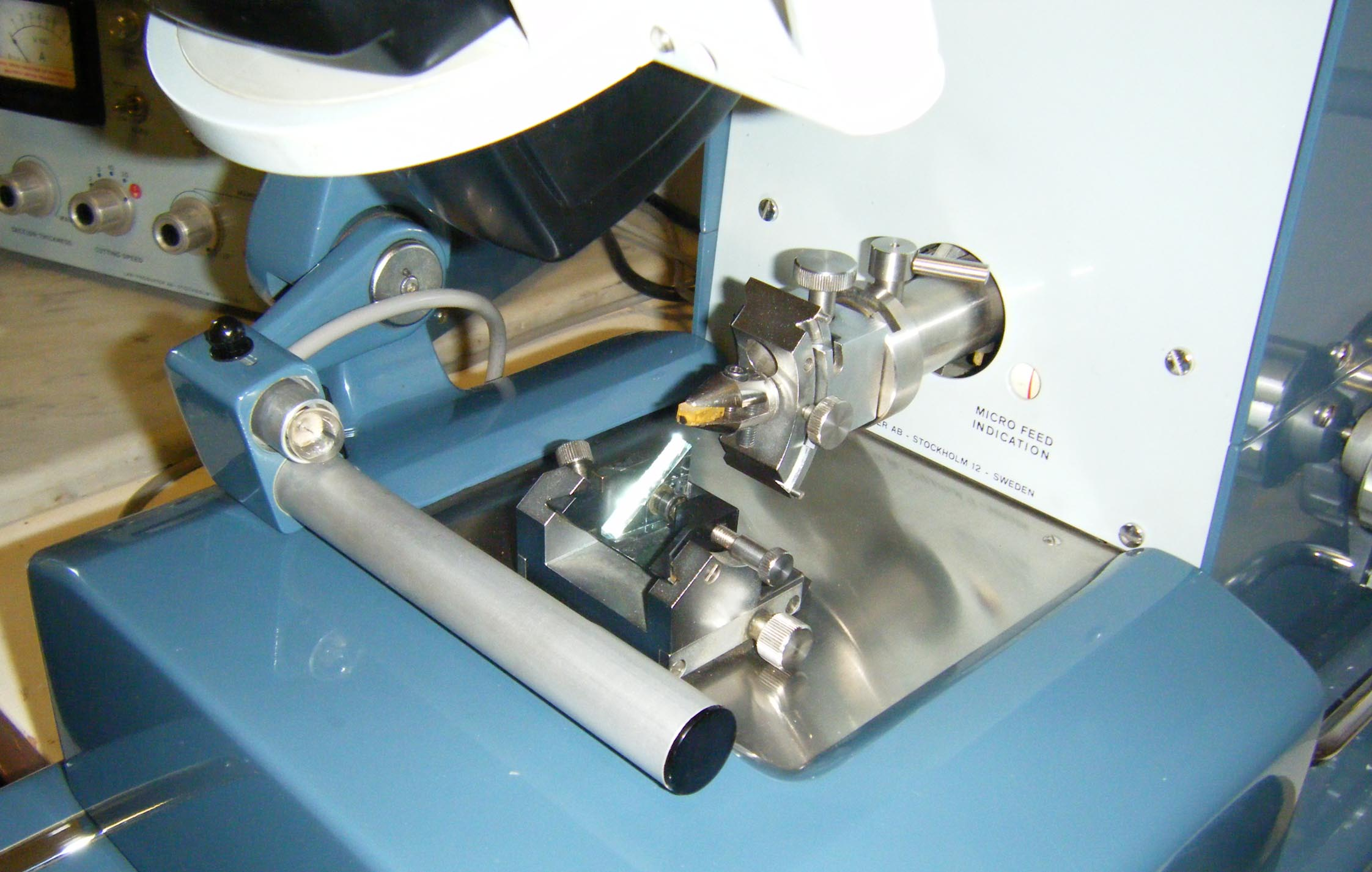
Al centro il campione (montato su ultramicrotomo LKB). Davanti ad esso (brillante) si trova la lama in cristallo.

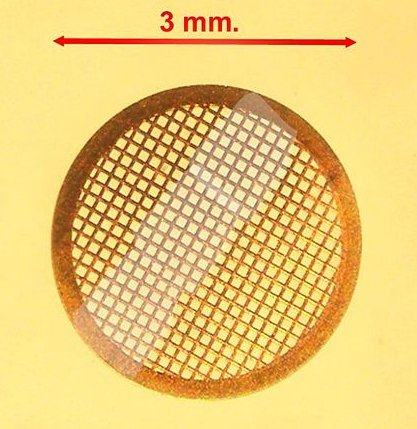
Retino in rame. Su di esso (leggermente più chiaro) è visibile un nastro di sezioni pronte per essere contrastate ed osservate al microscopio elettronico.

## Struttura
Questo apparecchio è, nella sua struttura di base, non molto dissimile da un comune microtomo. La necessità, però, di ottenere sezioni estremamente sottili fa sì che esso debba essere in ogni sua parte, costruito con maggiore precisione e robustezza.
Si compone di una pesante base metallica sulla quale sono installati un braccio ove viene posizionato il campione da tagliare (mediante un apposito morsetto regolabile), e di un sostegno per la lama. Il braccio deve compiere oscillazioni verticali, affinché il campione passi sopra la lama per essere tagliato. Questo movimento di oscillazione è prodotto da un motore elettrico provvisto di una apposita camma, in modo da trasformare il movimento rotatorio del suo albero nel movimento oscillante del braccio.
Poiché però ad ogni abbassamento del braccio  il Campione (su di esso fissato) deve avanzare di quel tanto che è necessario perché da esso venga tagliata la sezione successiva, il braccio stesso, oltre al movimento già descritto, ne deve compiere un altro verso l'avanti. Quest'ultimo, però, deve essere minimo, essendo estremamente ridotto lo spessore delle fette da ottenere.
Per realizzare questo spostamento, quindi, si usa un sistema che sfrutta la dilatazione termica dei metalli. Il braccio, infatti, è rivestito da una resistenza che si scalda al passaggio di una piccola corrente elettrica. Questo ne provoca la dilatazione, e quindi l'allungamento necessario per portare più avanti il campione ad ogni suo passaggio sulla lama. Tale allungamento è minimo e certamente impercettibile all'occhio, ma deve essere assolutamente lineare affinché le sezioni ottenute abbiano uno spessore il più possibile costante. Viene quindi sfruttato l'allungamento del braccio solo nell'intervallo di tempo nel quale esso ha una progressione lineare. Superato questo, vi è nella macchina un sistema che avvisa l'operatore che si è raggiunto il punto di massima dilatazione, oltre il quale non si producono più le sezioni. 
Il braccio può essere allora riportato alla sua dimensione iniziale mediante l'uso di un sistema di raffreddamento a ventole, tramite cioè passaggio di aria.
Davanti al braccio è situata una solida struttura metallica dove viene fissata la lama, che può essere spostata e posizionata con estrema precisione per mezzo di viti di regolazione e di fermo.

## La lama
Essendo necessario che le sezioni siano sottilissime (poiché altrimenti il fascio di elettroni del microscopio elettronico non potrebbe attraversarle) è parimenti necessario che la lama sia affilata in modo perfetto. Siccome questo è praticamente impossibile da ottenersi affilando l'acciaio come si farebbe per un normale microtomo, si usano lame in cristallo. Il cristallo infatti, se spezzato,  produce frammenti con tagliente perfetto, in grado di consentire il sezionamento desiderato. Le lame si ottengono da barre di cristallo particolare (di impasto il più possibile omogeneo e stagionato), fratturandole con appositi apparecchi in grado di produrre superfici taglienti il più possibile diritte.
Poiché le lame in cristallo tendono a perdere velocemente la loro capacità di taglio, sono state da tempo introdotte lame speciali con il tagliente in diamante che, oltre ad offrire una maggior durata, consente la riaffilatura.

## Uso
Il materiale (tessuto) da tagliare deve essere (come anche nel caso della microscopia ottica) incluso in un materiale suscettibile di essere tagliato in fette sottili: generalmente si usano resine epossidiche, quali l'Araldite o l'Epon. La sottigliezza delle sezioni ne rende difficile il maneggio per predisporle alla successiva osservazione.
Per ovviare a questo problema è conveniente che esse siano piccole, ed è necessario farle galleggiare (al momento della loro produzione) su di una superficie liquida, sulla quale esse si distendono facilmente. Si procede allora nel modo seguente: sopra la lama si applica (generalmente con paraffina o cera per impronte dentali) un'apposita vaschetta in plastica, che viene poi riempita di acqua con l'aggiunta di acetone in proporzione del 10%. Al momento del taglio le sezioni scivolano su di questa, producendo un piccolo nastro. Questo (o anche le singole sezioni) viene fatto aderire su di un apposito retino (generalmente in rame o nichel) per semplice contatto.
Poiché le sezioni sono molto piccole si controllano le fasi del loro taglio con l'aiuto di un microscopio stereoscopico a basso ingrandimento, che è montato sopra la struttura portalama.
Essendo la procedura del taglio un'operazione molto delicata, è consigliabile che l'ambiente in cui essa si svolge sia privo di correnti d'aria (che potrebbero muovere l'acqua nelle vaschette) ed a temperatura costante, in modo che l'espansione termica per l'avanzamento del campione sia anch'essa costante.
Si procede successivamente alla “colorazione” di contrasto delle sezioni, mediante l'uso di sali di metalli pesanti (ad esempio sali di piombo), ed il retino può poi essere osservato con il microscopio elettronico. È opportuno ricordare che quest'ultimo produce immagini in bianco e nero, ed è questa la ragione per la quale sarebbe inutile usare qualsiasi tipo di colorante. La “colorazione” di contrasto ha quindi il solo scopo di aumentare il debolissimo contrasto già presente, per loro stessa natura, nelle strutture biologiche.
Con l'ultramicrotomo si possono eseguire anche sezioni più spesse (di solito di spessore compreso tra 200-300 nanometri ed 1 micron), chiamate comunemente sezioni semifini, che vengono raccolte a secco con pinze molto sottili e depositate su di un normale vetrino da microscopia ottica e, opportunamente colorate (ad esempio con blu di toluidina), possono essere osservate con il microscopio ottico. In questo caso non si usa l'avanzamento automatico del campione, ma se ne produce il necessario spostamento mediante un comando manuale esterno.

## Storia
Lo sviluppo dell'ultramicrotomo è relativamente recente, e deriva da vari perfezionamenti applicati al normale microtomo rotativo. 
I primi ultramicrotomi non erano motorizzati ed era necessario ruotare un volantino, generalmente posto sul lato destro, per produrre il movimento del braccio. Anche l'avanzamento del campione era realizzato meccanicamente tramite la rotazione di una vite a passo sottilissimo, sulla quale scorreva il braccio di una leva, all'altro capo della quale era fissato il braccio porta-campione con movimento demoltiplicato.